# زمین‌خزک سینه‌نخودی
زمین‌خزک سینه‌نخودی (نام علمی: Upucerthia validirostris)، گونه‌ای از پرندگان در زیرخانواده Furnariinae از خانواده تنورمرغان (Furnariidae) است که در آرژانتین، بولیوی، شیلی و پرو یافت می‌شود.